# Cara Black
Cara Black (Harare, 17 februari 1979) is een voormalig professioneel tennisspeelster uit Zimbabwe. Zij is de dochter van Don en Velia Black, en de jongere zus van Wayne Black en Byron Black, beiden mannelijke proftennissers. Alle drie speelden zij vooral dubbelspel, Wayne won onder andere het US Open dubbelspel in 2001 en het Australian Open dubbelspel in 2005 en Byron het dubbelspel van Roland Garros in 1994.
Cara Black won zestig vrouwendubbelspeltitels (waaronder driemaal Wimbledon, eenmaal het Australian Open en eenmaal het US Open) en vijf gemengddubbelspeltitels waarvan twee met haar broer Wayne: Wimbledon 2004 en Roland Garros 2002 – voorts US Open 2008, Australian Open 2010 en Wimbledon 2010 met Leander Paes. In het enkelspel wist zij eenmaal een WTA-toernooi op haar naam te zetten: Hawaï 2002.
Vanaf 2007 richtte zij zich vooral op het dubbelspel samen met haar vaste partner Liezel Huber. Samen wonnen zij vele belangrijke dubbelspeltoernooien. In april 2010 kwam er echter een einde aan hun samenwerking. Zij moest het vanaf dan stellen met andere partners, maar het succes van vroeger bleef uit. Eind april 2012 beviel zij van een zoon.
Sinds oktober 2012 is Black weer actief. Zij won meteen een ITF-toernooi (in Traralgon, Australië) samen met Arina Rodionova. Zij startte 2013 met winst op het toernooi van Auckland, samen met Anastasia Rodionova, oudere zuster van Arina. Op de eindejaarskampioenschappen in 2014 won zij samen met Sania Mirza de dubbelspeltitel. Daarmee steeg zij terug naar de vierde plaats op de wereldranglijst in het dubbelspel.
Na Wimbledon 2015 (waar zij de kwartfinale in het vrouwendubbelspel bereikte, en de derde ronde in het gemengd dubbelspel) heeft Black niet meer aan internationale toernooien deelgenomen.

## Posities op deWTA-ranglijst
Positie per einde seizoen:
| jaar | rang enkelspel | rang dubbelspel |
| ---- | -------------- | --------------- |
| 1994 | 727            | –               |
| 1995 | 489            | 463             |
| 1996 | 337            | 306             |
| 1997 | 189            | 159             |
| 1998 | 44             | 78              |
| 1999 | 51             | 30              |
| 2000 | 43             | 13              |
| 2001 | 58             | 3               |
| 2002 | 56             | 9               |
| 2003 | 52             | 9               |
| 2004 | 134            | 3               |
| 2005 | 174            | 1               |
| 2006 | 284            | 5               |
| 2007 | –              | 1               |
| 2008 | 660            | 1               |
| 2009 | –              | 1               |
| 2010 | –              | 13              |
| 2011 | –              | 77              |
| 2012 | –              | 624             |
| 2013 | –              | 13              |
| 2014 | –              | 4               |
| 2015 | –              | 109             |

## Palmares
| Legenda                | Legenda                  |
| ---------------------- | ------------------------ |
| Grandslamtoernooi      |                          |
| Olympische Spelen      |                          |
| Year-End Championships |                          |
| tot 2009               | 2009 – 2020 / vanaf 2021 |
| Tier I                 | Premier Mandatory        |
| Tier II                | Premier Five / WTA 1000  |
| Tier III               | Premier / WTA 500        |
| Tier IV & V            | International / WTA 250  |
|                        | Challenger / WTA 125     |

### WTA-finaleplaatsen enkelspel
| nr.              | finale     | toernooi     | ondergrond | tegenstandster | score    |         |
| ---------------- | ---------- | ------------ | ---------- | -------------- | -------- | ------- |
| gewonnen finales |            |              |            |                |          |         |
| 1.               | 2002-09-15 | WTA Hawaï    | hardcourt  | Lisa Raymond   | 7-6, 6-4 | details |
| verloren finales |            |              |            |                |          |         |
| 1.               | 2000-01-09 | WTA Auckland | hardcourt  | Anne Kremer    | 4-6, 4-6 | details |

### WTA-finaleplaatsen vrouwendubbelspel
| nr.              | finale     | toernooi          | ondergrond    | partner                | tegenstandsters                              | score             |         |
| ---------------- | ---------- | ----------------- | ------------- | ---------------------- | -------------------------------------------- | ----------------- | ------- |
| gewonnen finales |            |                   |               |                        |                                              |                   |         |
| 1.               | 2000-01-09 | WTA Auckland      | hardcourt     | Alexandra Fusai        | Barbara Schwartz Patricia Wartusch           | 3-6, 6-3, 6-4     | details |
| 2.               | 2001-01-13 | WTA Hobart        | hardcourt     | Jelena Lichovtseva     | Ruxandra Dragomir Virginia Ruano Pascual     | 6-4, 6-1          | details |
| 3.               | 2001-05-06 | WTA Hamburg       | gravel        | Jelena Lichovtseva     | Květa Hrdličková Barbara Rittner             | 6-2, 4-6, 6-2     | details |
| 4.               | 2001-05-20 | WTA Rome          | gravel        | Jelena Lichovtseva     | Paola Suárez Patricia Tarabini               | 6-1, 6-1          | details |
| 5.               | 2001-06-17 | WTA Birmingham    | gras          | Jelena Lichovtseva     | Kimberly Po Nathalie Tauziat                 | 6-1, 6-2          | details |
| 6.               | 2001-08-05 | WTA San Diego     | hardcourt     | Jelena Lichovtseva     | Martina Hingis Anna Koernikova               | 6-4, 1-6, 6-4     | details |
| 7.               | 2001-08-25 | WTA New Haven     | hardcourt     | Jelena Lichovtseva     | Jelena Dokić Nadja Petrova                   | 6-0, 3-6, 6-2     | details |
| 8.               | 2001-09-23 | WTA Toyota        | hardcourt     | Liezel Huber           | Kim Clijsters Ai Sugiyama                    | 6-1, 6-3          | details |
| 9.               | 2002-04-07 | WTA Porto         | gravel        | Irina Seljoetina       | Kristie Boogert Magüi Serna                  | 7-6, 6-4          | details |
| 10.              | 2002-09-29 | WTA Bali          | hardcourt     | Virginia Ruano Pascual | Svetlana Koeznetsova Arantxa Sánchez Vicario | 6-2, 6-3          | details |
| 11.              | 2003-01-10 | WTA Hobart        | hardcourt     | Jelena Lichovtseva     | Barbara Schett Patricia Wartusch             | 7-5, 7-6          | details |
| 12.              | 2003-07-27 | WTA Stanford      | hardcourt     | Lisa Raymond           | Cho Yoon-jeong Francesca Schiavone           | 7-6, 6-1          | details |
| 13.              | 2004-01-18 | WTA Sydney        | hardcourt     | Rennae Stubbs          | Dinara Safina Meghann Shaughnessy            | 7-5, 3-6, 6-4     | details |
| 14.              | 2004-02-08 | WTA Tokio         | tapijt (i)    | Rennae Stubbs          | Jelena Lichovtseva Magdalena Maleeva         | 6-0, 6-1          | details |
| 15.              | 2004-02-22 | WTA Antwerpen     | tapijt (i)    | Els Callens            | Myriam Casanova Eléni Daniilídou             | 6-2, 6-1          | details |
| 16.              | 2004-07-04 | Wimbledon         | gras          | Rennae Stubbs          | Liezel Huber Ai Sugiyama                     | 6-3, 7-6          | details |
| 17.              | 2004-08-01 | WTA San Diego     | hardcourt     | Rennae Stubbs          | Virginia Ruano Pascual Paola Suárez          | 4-6, 6-1, 6-4     | details |
| 18.              | 2004-10-10 | WTA Filderstadt   | hardcourt (i) | Rennae Stubbs          | Anna-Lena Grönefeld Julia Schruff            | 6-3, 6-2          | details |
| 19.              | 2004-10-24 | WTA Zürich        | hardcourt (i) | Rennae Stubbs          | Virginia Ruano Pascual Paola Suárez          | 6-4, 6-4          | details |
| 20.              | 2005-02-20 | WTA Antwerpen     | tapijt (i)    | Els Callens            | Anabel Medina Garrigues Dinara Safina        | 3-6, 6-4, 6-4     | details |
| 21.              | 2005-05-15 | WTA Rome          | gravel        | Liezel Huber           | Maria Kirilenko Anabel Medina Garrigues      | 6-0, 4-6, 6-1     | details |
| 22.              | 2005-07-03 | Wimbledon         | gras          | Liezel Huber           | Svetlana Koeznetsova Amélie Mauresmo         | 6-2, 6-1          | details |
| 23.              | 2005-07-31 | WTA Stanford      | hardcourt     | Rennae Stubbs          | Jelena Lichovtseva Vera Zvonarjova           | 6-3, 7-5          | details |
| 24.              | 2005-10-23 | WTA Zürich        | hardcourt (i) | Rennae Stubbs          | Daniela Hantuchová Ai Sugiyama               | 6-7, 7-6, 6-3     | details |
| 25.              | 2005-11-06 | WTA Philadelphia  | hardcourt (i) | Rennae Stubbs          | Lisa Raymond Samantha Stosur                 | 6-4, 7-6          | details |
| 26.              | 2006-08-06 | WTA San Diego     | hardcourt     | Rennae Stubbs          | Anna-Lena Grönefeld Meghann Shaughnessy      | 6-2, 6-2          | details |
| 27.              | 2006-10-22 | WTA Zürich        | hardcourt (i) | Rennae Stubbs          | Liezel Huber Katarina Srebotnik              | 7-5, 7-5          | details |
| 28.              | 2007-01-28 | Australian Open   | hardcourt     | Liezel Huber           | Chan Yung-jan Chuang Chia-jung               | 6-4, 6-7, 6-1     | details |
| 29.              | 2007-02-11 | WTA Parijs        | tapijt (i)    | Liezel Huber           | Gabriela Navrátilová Vladimíra Uhlířová      | 6-2, 6-0          | details |
| 30.              | 2007-02-18 | WTA Antwerpen     | tapijt (i)    | Liezel Huber           | Jelena Lichovtseva Jelena Vesnina            | 7-5, 4-6, 6-1     | details |
| 31.              | 2007-02-25 | WTA Dubai         | hardcourt     | Liezel Huber           | Svetlana Koeznetsova Alicia Molik            | 7-6, 6-4          | details |
| 32.              | 2007-07-07 | Wimbledon         | gras          | Liezel Huber           | Katarina Srebotnik Ai Sugiyama               | 3-6, 6-3, 6-2     | details |
| 33.              | 2007-08-05 | WTA San Diego     | hardcourt     | Liezel Huber           | Viktoryja Azarenka Anna Tsjakvetadze         | 7-5, 6-4          | details |
| 34.              | 2007-10-14 | WTA Moskou        | tapijt (i)    | Liezel Huber           | Viktoryja Azarenka Tatjana Poetsjek          | 4-6, 6-1, [10-7]  | details |
| 35.              | 2007-10-28 | WTA Linz          | hardcourt (i) | Liezel Huber           | Katarina Srebotnik Ai Sugiyama               | 6-2, 3-6, [10-8]  | details |
| 36.              | 2007-11-11 | WTA Championships | hardcourt (i) | Liezel Huber           | Katarina Srebotnik Ai Sugiyama               | 5-7, 6-3, [10-8]  | details |
| 37.              | 2008-02-17 | WTA Antwerpen     | hardcourt (i) | Liezel Huber           | Květa Peschke Ai Sugiyama                    | 6-1, 6-3          | details |
| 38.              | 2008-03-01 | WTA Dubai         | hardcourt     | Liezel Huber           | Yan Zi Zheng Jie                             | 7-5, 6-2          | details |
| 39.              | 2008-05-11 | WTA Berlijn       | gravel        | Liezel Huber           | Nuria Llagostera Vives MJ Martínez Sánchez   | 3-6, 6-2, [10-2]  | details |
| 40.              | 2008-06-15 | WTA Birmingham    | gras          | Liezel Huber           | Séverine Brémond Virginia Ruano Pascual      | 6-2, 6-1          | details |
| 41.              | 2008-06-22 | WTA Eastbourne    | gras          | Liezel Huber           | Květa Peschke Rennae Stubbs                  | 2-6, 6-0, [10-8]  | details |
| 42.              | 2008-07-20 | WTA Stanford      | hardcourt     | Liezel Huber           | Jelena Vesnina Vera Zvonarjova               | 6-4, 6-3          | details |
| 43.              | 2008-08-03 | WTA Montréal      | hardcourt     | Liezel Huber           | Maria Kirilenko Flavia Pennetta              | 6-1, 6-1          | details |
| 44.              | 2008-09-07 | US Open           | hardcourt     | Liezel Huber           | Lisa Raymond Samantha Stosur                 | 6-3, 7-6          | details |
| 45.              | 2008-10-19 | WTA Zürich        | hardcourt (i) | Liezel Huber           | Anna-Lena Grönefeld Patty Schnyder           | 6-1, 7-6          | details |
| 46.              | 2008-11-09 | WTA Championships | hardcourt     | Liezel Huber           | Květa Peschke Rennae Stubbs                  | 6-1, 7-5          | details |
| 47.              | 2009-02-15 | WTA Parijs        | hardcourt (i) | Liezel Huber           | Květa Peschke Lisa Raymond                   | 6-4, 3-6, [10-4]  | details |
| 48.              | 2009-02-21 | WTA Dubai         | hardcourt     | Liezel Huber           | Maria Kirilenko Agnieszka Radwańska          | 6-3, 6-3          | details |
| 49.              | 2009-05-16 | WTA Madrid        | gravel        | Liezel Huber           | Květa Peschke Lisa Raymond                   | 4-6, 6-3, [10-6]  | details |
| 50.              | 2009-06-14 | WTA Birmingham    | gras          | Liezel Huber           | Raquel Kops-Jones Abigail Spears             | 6-1, 6-4          | details |
| 51.              | 2009-08-16 | WTA Cincinnati    | hardcourt     | Liezel Huber           | Nuria Llagostera Vives MJ Martínez Sánchez   | 6-3, 0-6, [10-2]  | details |
| 52.              | 2010-01-09 | WTA Auckland      | hardcourt     | Liezel Huber           | Natalie Grandin Laura Granville              | 7-6, 6-2          | details |
| 53.              | 2010-01-15 | WTA Sydney        | hardcourt     | Liezel Huber           | Tathiana Garbin Nadja Petrova                | 6-1, 3-6, [10-3]  | details |
| 54.              | 2010-06-13 | WTA Birmingham    | gras          | Lisa Raymond           | Liezel Huber Bethanie Mattek-Sands           | 6-3, 3-2, opg.    | details |
| 55.              | 2013-01-05 | WTA Auckland      | hardcourt     | Anastasia Rodionova    | Julia Görges Jaroslava Sjvedova              | 2-6, 6-2, [10-5]  | details |
| 56.              | 2013-09-28 | WTA Tokio         | hardcourt     | Sania Mirza            | Chan Hao-ching Liezel Huber                  | 4-6, 6-0, [11-9]  | details |
| 57.              | 2013-10-06 | WTA Peking        | hardcourt     | Sania Mirza            | Vera Doesjevina Arantxa Parra Santonja       | 6-2, 6-2          | details |
| 58.              | 2014-05-03 | WTA Oeiras        | gravel        | Sania Mirza            | Eva Hrdinová Valerija Solovjeva              | 6-4, 6-3          | details |
| 59.              | 2014-09-21 | WTA Tokio         | hardcourt     | Sania Mirza            | Garbiñe Muguruza Carla Suárez Navarro        | 6-2, 7-5          | details |
| 60.              | 2014-10-26 | WTA Finals        | hardcourt (i) | Sania Mirza            | Hsieh Su-wei Peng Shuai                      | 6-1, 6-0          | details |
| verloren finales |            |                   |               |                        |                                              |                   |         |
| 1.               | 1999-06-19 | WTA Rosmalen      | gras          | Kristie Boogert        | Silvia Farina Rita Grande                    | 5-7, 6-7          | details |
| 2.               | 1999-11-07 | WTA Québec        | tapijt (i)    | Debbie Graham          | Amy Frazier Katie Schlukebir                 | 2-6, 3-6          | details |
| 3.               | 2000-06-18 | WTA Birmingham    | gras          | Irina Seljoetina       | Rachel McQuillan Lisa McShea                 | 3-6, 6-7          | details |
| 4.               | 2000-07-30 | WTA Stanford      | hardcourt     | Amy Frazier            | Chanda Rubin Sandrine Testud                 | 4-6, 4-6          | details |
| 5.               | 2000-09-10 | US Open           | hardcourt     | Jelena Lichovtseva     | Julie Halard-Decugis Ai Sugiyama             | 0-6, 6-1, 1-6     | details |
| 6.               | 2001-05-13 | WTA Berlijn       | gravel        | Jelena Lichovtseva     | Els Callens Meghann Shaughnessy              | 4-6, 3-6          | details |
| 7.               | 2001-06-24 | WTA Eastbourne    | gras          | Jelena Lichovtseva     | Lisa Raymond Rennae Stubbs                   | 2-6, 2-6          | details |
| 8.               | 2001-11-04 | WTA Championships | hardcourt (i) | Jelena Lichovtseva     | Lisa Raymond Rennae Stubbs                   | 5-7, 6-3, 3-6     | details |
| 9.               | 2002-03-03 | WTA Scottsdale    | hardcourt     | Jelena Lichovtseva     | Lisa Raymond Rennae Stubbs                   | 3-6, 7-5, 6-7     | details |
| 10.              | 2002-06-22 | WTA Eastbourne    | gras          | Jelena Lichovtseva     | Lisa Raymond Rennae Stubbs                   | 7-6, 6-7, 2-6     | details |
| 11.              | 2002-11-10 | WTA Championships | hardcourt (i) | Jelena Lichovtseva     | Jelena Dementjeva Janette Husárová           | 6-4, 4-6, 3-6     | details |
| 12.              | 2003-01-04 | WTA Auckland      | hardcourt     | Jelena Lichovtseva     | Teryn Ashley Abigail Spears                  | 2-6, 6-2, 0-6     | details |
| 13.              | 2003-02-23 | WTA Dubai         | hardcourt     | Jelena Lichovtseva     | Svetlana Koeznetsova Martina Navrátilová     | 3-6, 6-7          | details |
| 14.              | 2003-10-12 | WTA Filderstadt   | hardcourt (i) | Martina Navrátilová    | Lisa Raymond Rennae Stubbs                   | 2-6, 4-6          | details |
| 15.              | 2003-11-02 | WTA Philadelphia  | hardcourt (i) | Rennae Stubbs          | Martina Navrátilová Lisa Raymond             | 3-6, 4-6          | details |
| 16.              | 2004-05-23 | WTA Wenen         | gravel        | Rennae Stubbs          | Martina Navrátilová Lisa Raymond             | 2-6, 5-7          | details |
| 17.              | 2004-11-14 | WTA Championships | hardcourt (i) | Rennae Stubbs          | Nadja Petrova Meghann Shaughnessy            | 5-7, 2-6          | details |
| 18.              | 2005-02-27 | WTA Doha          | hardcourt     | Liezel Huber           | Alicia Molik Francesca Schiavone             | 3-6, 4-6          | details |
| 19.              | 2005-05-08 | WTA Berlijn       | gravel        | Liezel Huber           | Jelena Lichovtseva Vera Zvonarjova           | 6-4, 4-6, 3-6     | details |
| 20.              | 2005-06-04 | Roland Garros     | gravel        | Liezel Huber           | Virginia Ruano Pascual Paola Suárez          | 6-4, 3-6, 3-6     | details |
| 21.              | 2005-10-02 | WTA Luxemburg     | hardcourt (i) | Rennae Stubbs          | Lisa Raymond Samantha Stosur                 | 5-7, 1-6          | details |
| 22.              | 2005-10-16 | WTA Moskou        | tapijt (i)    | Rennae Stubbs          | Lisa Raymond Samantha Stosur                 | 2-6, 4-6          | details |
| 23.              | 2005-11-13 | WTA Championships | hardcourt (i) | Rennae Stubbs          | Lisa Raymond Samantha Stosur                 | 7-6, 5-7, 4-6     | details |
| 24.              | 2006-01-08 | WTA Gold Coast    | hardcourt     | Rennae Stubbs          | Dinara Safina Meghann Shaughnessy            | 2-6, 3-6          | details |
| 25.              | 2006-02-05 | WTA Tokio         | tapijt (i)    | Rennae Stubbs          | Lisa Raymond Samantha Stosur                 | 2-6, 1-6          | details |
| 26.              | 2006-02-12 | WTA Parijs        | tapijt (i)    | Rennae Stubbs          | Émilie Loit Květa Peschke                    | 6-7, 4-6          | details |
| 27.              | 2006-08-21 | WTA Montréal      | hardcourt     | Anna-Lena Grönefeld    | Martina Navrátilová Nadja Petrova            | 1-6, 2-6          | details |
| 28.              | 2006-10-08 | WTA Stuttgart     | hardcourt (i) | Rennae Stubbs          | Lisa Raymond Samantha Stosur                 | 3-6, 4-6          | details |
| 29.              | 2006-11-12 | WTA Championships | hardcourt (i) | Rennae Stubbs          | Lisa Raymond Samantha Stosur                 | 6-3, 3-6, 3-6     | details |
| 30.              | 2007-04-03 | WTA Miami         | hardcourt     | Liezel Huber           | Lisa Raymond Samantha Stosur                 | 4-6, 6-3, [2-10]  | details |
| 31.              | 2007-08-19 | WTA Toronto       | hardcourt     | Liezel Huber           | Katarina Srebotnik Ai Sugiyama               | 4-6, 6-2, [5-10]  | details |
| 32.              | 2007-08-26 | WTA New Haven     | hardcourt     | Liezel Huber           | Sania Mirza Mara Santangelo                  | 1-6, 2-6          | details |
| 33.              | 2008-02-24 | WTA Doha          | hardcourt     | Liezel Huber           | Květa Peschke Rennae Stubbs                  | 1-6, 7-5, [7-10]  | details |
| 34.              | 2008-04-05 | WTA Miami         | hardcourt     | Liezel Huber           | Katarina Srebotnik Ai Sugiyama               | 5-7, 6-4, [3-10]  | details |
| 35.              | 2008-10-12 | WTA Moskou        | hardcourt (i) | Liezel Huber           | Nadja Petrova Katarina Srebotnik             | 4-6, 4-6          | details |
| 36.              | 2008-10-26 | WTA Linz          | hardcourt (i) | Liezel Huber           | Katarina Srebotnik Ai Sugiyama               | 4-6, 5-7          | details |
| 37.              | 2009-09-14 | US Open           | hardcourt     | Liezel Huber           | Serena Williams Venus Williams               | 2-6, 2-6          | details |
| 38.              | 2009-11-01 | WTA Championships | hardcourt     | Liezel Huber           | Nuria Llagostera Vives MJ Martínez Sánchez   | 6-7, 7-5, [7-10]  | details |
| 39.              | 2010-01-29 | Australian Open   | hardcourt     | Liezel Huber           | Serena Williams Venus Williams               | 4-6, 3-6          | details |
| 40.              | 2010-02-14 | WTA Parijs        | hardcourt (i) | Liezel Huber           | Iveta Benešová Barbora Záhlavová-Strýcová    | forfait           | details |
| 41.              | 2010-05-22 | WTA Warschau      | gravel        | Yan Zi                 | Virginia Ruano Pascual Meghann Shaughnessy   | 3-6, 4-6          | details |
| 42.              | 2013-05-12 | WTA Madrid        | gravel        | Marina Erakovic        | Anastasija Pavljoetsjenkova Lucie Šafářová   | 2-6, 4-6          | details |
| 43.              | 2013-05-25 | WTA Straatsburg   | gravel        | Marina Erakovic        | Kimiko Date-Krumm Chanelle Scheepers         | 4-6, 6-3, [12-14] | details |
| 44.              | 2013-06-16 | WTA Birmingham    | gras          | Marina Erakovic        | Ashleigh Barty Casey Dellacqua               | 5-7, 4-6          | details |
| 45.              | 2014-03-15 | WTA Indian Wells  | hardcourt     | Sania Mirza            | Hsieh Su-wei Peng Shuai                      | 6-7, 2-6          | details |
| 46.              | 2014-04-27 | WTA Stuttgart     | gravel (i)    | Sania Mirza            | Sara Errani Roberta Vinci                    | 2-6, 3-6          | details |
| 47.              | 2014-08-10 | WTA Montréal      | hardcourt     | Sania Mirza            | Sara Errani Roberta Vinci                    | 6-7, 3-6          | details |
| 48.              | 2014-09-27 | WTA Wuhan         | hardcourt     | Caroline Garcia        | Martina Hingis Flavia Pennetta               | 4-6, 7-5, [10-12] | details |
| 49.              | 2014-10-05 | WTA Peking        | hardcourt     | Sania Mirza            | Andrea Hlaváčková Peng Shuai                 | 4-6, 4-6          | details |

### Finaleplaatsen gemengd dubbelspel
| nr.              | finale     | toernooi        | ondergrond | partner      | tegenstandsters                       | score         |         |
| ---------------- | ---------- | --------------- | ---------- | ------------ | ------------------------------------- | ------------- | ------- |
| gewonnen finales |            |                 |            |              |                                       |               |         |
| 1.               | 2002-06-09 | Roland Garros   | gravel     | Wayne Black  | Jelena Bovina Mark Knowles            | 6-3, 6-3      | details |
| 2.               | 2004-07-04 | Wimbledon       | gras       | Wayne Black  | Alicia Molik Todd Woodbridge          | 3-6, 7-6, 6-4 | details |
| 3.               | 2008-09-07 | US Open         | hardcourt  | Leander Paes | Liezel Huber Jamie Murray             | 7-6, 6-4      | details |
| 4.               | 2010-01-31 | Australian Open | hardcourt  | Leander Paes | Jekaterina Makarova Jaroslav Levinský | 7-5, 6-3      | details |
| 5.               | 2010-07-03 | Wimbledon       | gras       | Leander Paes | Lisa Raymond Wesley Moodie            | 6-4, 7-6      | details |
| verloren finales |            |                 |            |              |                                       |               |         |
| 1.               | 2004-06-06 | Roland Garros   | gravel     | Wayne Black  | Tatiana Golovin Richard Gasquet       | 3-6, 4-6      | details |
| 2.               | 2009-07-05 | Wimbledon       | gras       | Leander Paes | Anna-Lena Grönefeld Mark Knowles      | 5-7, 3-6      | details |
| 3.               | 2009-09-13 | US Open         | hardcourt  | Leander Paes | Carly Gullickson Travis Parrott       | 2-6, 4-6      | details |

## Resultaten grandslamtoernooien
| Legenda | Legenda                          |
| ------- | -------------------------------- |
| g.t.    | geen toernooi gehouden           |
| l.c.    | lagere categorie                 |
| –       | niet deelgenomen                 |
| G       | uitgeschakeld in de groepsfase   |
| 1R      | uitgeschakeld in de eerste ronde |
| 2R      | uitgeschakeld in de tweede ronde |
| 3R      | uitgeschakeld in de derde ronde  |
| 4R      | uitgeschakeld in de vierde ronde |
| KF      | uitgeschakeld in de kwartfinale  |
| HF      | uitgeschakeld in de halve finale |
| F       | de finale verloren               |
| W       | het toernooi gewonnen            |
| w-v     | winst/verlies-balans             |

### Enkelspel
| Toernooi        | 1998 | 1999 | 2000 | 2001 | 2002 | 2003 | 2004 | 2005 | 2006 |
| --------------- | ---- | ---- | ---- | ---- | ---- | ---- | ---- | ---- | ---- |
| Australian Open | –    | 1R   | 2R   | 2R   | 2R   | 1R   | 2R   | –    | 1R   |
| Roland Garros   | 2R   | 1R   | 2R   | 4R   | 1R   | 2R   | 1R   | –    | –    |
| Wimbledon       | 3R   | 1R   | 2R   | 1R   | 1R   | 3R   | 1R   | 3R   | 1R   |
| US Open         | 2R   | 1R   | 1R   | 1R   | 2R   | 1R   | 2R   | –    | –    |

### Vrouwendubbelspel
| Toernooi        | 1998 | 1999 | 2000 | 2001 | 2002 | 2003 | 2004 | 2005 | 2006 | 2007 | 2008 | 2009 | 2010 | 2011 |    | 2013 | 2014 | 2015 |
| --------------- | ---- | ---- | ---- | ---- | ---- | ---- | ---- | ---- | ---- | ---- | ---- | ---- | ---- | ---- | -- | ---- | ---- | ---- |
| Australian Open | –    | 1R   | 1R   | 2R   | 1R   | 3R   | 1R   | 2R   | KF   | W    | KF   | KF   | F    | KF   | 3R | KF   | 1R   |      |
| Roland Garros   | –    | 1R   | 2R   | 3R   | 3R   | HF   | 3R   | F    | KF   | HF   | HF   | HF   | 3R   | –    | KF | KF   | –    |      |
| Wimbledon       | 1R   | 2R   | 1R   | 2R   | HF   | 3R   | W    | W    | HF   | W    | HF   | HF   | 3R   | 3R   | 2R | 2R   | KF   |      |
| US Open         | 1R   | 1R   | F    | HF   | HF   | HF   | 3R   | KF   | KF   | 2R   | W    | F    | HF   | –    | 3R | HF   | –    |      |

### Gemengd dubbelspel
| Toernooi        | 1998 | 1999 | 2000 | 2001 | 2002 | 2003 | 2004 | 2005 | 2006 | 2007 | 2008 | 2009 | 2010 | 2011 |    | 2013 | 2014 | 2015 |
| --------------- | ---- | ---- | ---- | ---- | ---- | ---- | ---- | ---- | ---- | ---- | ---- | ---- | ---- | ---- | -- | ---- | ---- | ---- |
| Australian Open | –    | –    | 2R   | 2R   | 1R   | 1R   | 2R   | KF   | 1R   | 1R   | KF   | 2R   | W    | 2R   | 1R | 1R   | KF   |      |
| Roland Garros   | –    | 3R   | 3R   | 1R   | W    | HF   | F    | 2R   | 1R   | 1R   | 2R   | 2R   | KF   | –    | HF | 2R   | –    |      |
| Wimbledon       | 3R   | 3R   | 1R   | 2R   | 1R   | 3R   | W    | 2R   | HF   | KF   | 3R   | F    | W    | KF   | 3R | 2R   | 3R   |      |
| US Open         | –    | 2R   | 2R   | KF   | KF   | HF   | 2R   | 2R   | 1R   | 1R   | W    | F    | KF   | –    | 1R | KF   | –    |      |